# 斯坦尼斯拉夫奇克 (日梅林卡區)
斯坦尼斯拉夫奇克是烏克蘭西南部文尼察州日梅林卡區斯坦尼斯拉夫奇克市镇内的村庄及其行政中心。始建於十六世紀，面積6.8平方公里，海拔高度258米，2001年人口2,813，人口密度每平方公里413.68人。